# スクーター・ブラウン
スクーター・ブラウン（Scott Samuel "Scooter" Braun、1981年6月18日 - ）は、アメリカの音楽プロデューサー、タレントマネージャー、起業家、投資家、フィランソロピスト。SBプロジェクトの創業者である。
タレントマネージャーとしては、これまでにジャスティン・ビーバー、 アリアナ・グランデ、マーティン・ギャリックス、PSY、 カーリー・レイ・ジェプセン、ダン・シェイ、ザック・ブラウン・バンド、カニエ・ウェスト、トリー・ケリーなどのマネージャーを務めた。 2016年にはグラミー賞を受賞。また、ブラウンは、ハリウッドのプロデューサーデイビット・メゼルと共同で、コミックフィルムスタジオ Mythos Studiosを創設した。2013年度、雑誌「タイム」による「タイム100」に選ばれた 。
2018年には、銃規制の厳格化を求める学生主導のデモ March for Our Lives を共催した。このデモは、 USA Today によると、ワシントンD.C.史上、1日の抗議活動で最大のものであったとされている。

## 生い立ち
ブラウンは、ユダヤ教保守派の両親、アーヴィンとスーザン（旧姓シュリセル）のもとに、ニューヨークで生まれた。アーヴィンの両親は、ホロコーストからぎりぎり逃げ切ることができ、1956年まで ハンガリーで暮らしていた。その後、ソ連がハンガリー動乱を沈静化するべく介入した直後に、アメリカに逃れた。  クィーンズ区で育ったアーヴィンは歯科医になり、その交際者スーザンは矯正歯科医になった。二人は結婚後、コネチカット州、グリニッジに定住する。
ブラウンには、リザ、コーネリオ、サム、アダム の4人の兄弟がいる。弟のアダム・ブラウンは、発展途上国での学校建設に重点的に取り組む 慈善団体 Pencils of Promise の創設者である。
ブラウンはコネチカット州コス・コブで育ち、 グリニッジ高等学校に通い、そこで生徒会長も務めた。ブラウンは、コネチカットののアマチュアスポーツ協会で、13歳から18歳まで バスケットボール をプレイしていた。17歳のとき、両親はモザンビークのバスケットボールジュニアナショナルチームの元選手、サム・マハンガと、コーネリオ・ジウバンダを養子に取った。当時はバスケットボールという競技に関心が集まらなかったため、チームがなく、アーヴィンはオールスタートーナメントに参加するため、この二人をスカウトした。マハンガとジウバンダは、ファンからやじを受けていたが（これはブラウンに大きく影響を与えることになる）、グリニッジ高校のスターとなった。在学中、「ナショナル・ヒストリー・デイ」のビデオドキュメンタリーコンテストに、「ハンガリーでの矛盾」という、ホロコーストの前・中・後のハンガリーに住むユダヤ人に関する10分間の作品で応募した。この映像は、コネチカット州の大会で1位になり、全体では3位に入賞した。ブラウンの家族の1人がこの映像をスティーヴン・スピルバーグのオフィスに送り、その後スピルバーグはブラウンのビデオをアメリカ合衆国ホロコースト記念博物館に提出した。ブラウンは、スピルバーグに認められたことが彼の人生の中で一番感動した瞬間であったと語っている。
ブラウンは、アトランタのエモリー大学に通い、2年まで大学バスケットボールに励んだ。しかし、デュプリがブラウンに、自身のレーベル「So So Def」でマーケティング・ヘッドになるように依頼すると、ブラウンはその為に学位を取得せずに大学を退学した。

## 経歴
ブラウンはエモリー大学で勉強しながら、パーティーを企画する職業からキャリアをスタートした。2002年に、ブラウンは5都市で開催された アンガーマネジメントツアーの後のパーティーの企画に抜擢され、このイベントでは リュダクリスとエミネムを客演とした。このようにヒップホップ の世界に入り込んだことで、ブラウンとプロデューサーのジャーメイン・デュプリ（レーベル・So So Def Recordsのディレクター）がつながることになった。
デュプリがSo So Defのマーケティングの役職に誘ったのは、ブラウンが19歳の時である。20歳の時には、ブラウンはSo So Defのマーケティング・エグゼクティブ・ディレクターに任命された。このとき、ブラウンはまだエモリー大学の2年生だったが、So So Def で仕事を始め、イベントの企画・管理をしていた。ブラウンが企画した大規模なイベントには、 2003 NBA オールスターゲーム の各種パーティーや、ブリットニー・スピアーズのオニックスホテルツアーのアフターパーティーが含まれている。その後ブラウンはSo So Defを辞め、マーケティングビジネス、ミュージックレーベル、アーティストのマネージメントなどのプライベートベンチャーを開始した。リュダクリスとポンティアックの間の$1200万ドルキャンペーン契約を仲介し、ブラウンのマーケティングビジネスを開始した。リュダクリスのTwo Miles an Hourの ミュージックビデオに、ポンティアックを使用し、ポンティアックのCMにリュダクリスの曲を採用した。
ブラウンがジャスティン・ビーバーを知ったのは、 YouTubeで、ジャスティン・ビーバーが12歳の時に Ne-Yoの歌を披露していたのを視聴したのが最初である。ブラウンは、ビーバーの母親であるパティー・マレットに連絡し、パティーは無条件の試用期間のために、ジャスティンをアトランタに連れていくことに同意した。最終的に、ブラウンはジャスティン・ビーバーと母親をカナダからアメリカに完全に引っ越すように説得しました。そしてブラウンは、オンラインからデビューして成功を収めているアッシャーと ジャスティン・ティンバーレイクにビーバーを売り込み、どちらも興味を示した。最終的にアッシャーのメンターである、音楽 アントニオ・LA・リードがアイランド・デフ・ジャム・ミュージック・グループ、 レイモンド・ブラウン・メディア・グループと共同し、ビーバーと契約を結んだ。

### 映画とテレビ
ブラウンは、ジャスティン・ビーバーのドキュメンタリー「Never Say Never」を制作し、MTVは、”音楽ドキュメンタリーでは国内最高レベルの興行収入をあげた”と報告した。この映画は、予算が1300万ドルで、世界での興行収入は1億ドルを超え、史上最大の興行収入をあげた。
ブラウンは、CBSの「スコーピオンTVシリーズ」のエグゼクティブ・プロデューサーでもある。「スコーピオン」はブラウン初のテレビシリーズだったが、4シーズン撮影し、2014年の封切りの際には視聴者2600万人の最高記録を出した。Varietyの報道によれば、2018年、テレビスタジオFXが、俳優ケビン・ハートとラッパーリル・ディッキーを起用した無題コメディをブラウンに注文している。

### SBプロジェクト
2007年に、ブラウンはSBプロジェクトを設立した。SBプロジェクトは、スクールボーイ・レコード、SB Management、Sheba Publishingなど、各種の事業に対応する複合サービスのエンターテイメント・マーケティング会社である。同グループには、ブラウンとアッシャーの共同ベンチャーRBMGも含まれる。スクールボーイ・レコードは、ユニバーサル・ミュージック・グループと音楽配信の契約を交わしている。2013年初頭に、アリアナ・グランデはスクーター・ブラウンとのマネージメント契約を結んだ。2016年には、グランデのレーベルであるリパブリック・レコードは、ブラウンがアリアナ・グランデのメインマネージャーとなっていることを正式に発表した。SBベンチャーは、2016年から翌年にかけてのパーパス・ワールド・ツアーでのジャスティン・ビーバーのカルバンクライン広告契約など、ツアーのスポンサー、 テレビのキャンペーン、ブランディング、音楽ライセンスの契約にも対応している。SBプロジェクトは、カニエ・ウェストとスニーカーブランド アディダスの提携についても仲介した。
ブラウンの所属会社 Ithaca Ventures内にSBプロジェクトが含まれているが、Uber、SpotifyおよびEditorialistなどへの投資など、ベンチャービジネスのための資金1200万ドルを集めた。Fortuneによると、Ithaca Venturesはアメリカの最大音楽マネージメント会社のうち、7社に出資している。またメディアアウトレットは、2018年現在、5億ドルの運用資金を持つIthacaがブラウンとエンターテイメントエグゼクティブJ.D.ロスが協業するGoodStory Entertainmentが脚本なしのライブイベントやドキュメンタリー映画を獲得する支援を行うとしている。

### Mythos Studios
ニューヨーク・タイムズによると、2018年にブラウンは、マーベル・スタジオの創立者デイビット・メゼルとともに、Mythos Studiosからライブアクションやアニメ形式でコミックブック映画シリーズを制作すると伝えた。

### 受賞
2012年8月11日、 ブラウンはビルボード "Forty Under Forty" 特別号の表紙に「スクーター・ブラウンら、新進のパワープレイヤー」というタイトルで登場した。ブラウンは、2013年のタイムの「Time 100」にも取り上げられ、2013年4月20日には、ガイ・オセアリーおよびトロイ・カーターと共に、再び「ビルボード」の表紙を飾った。2016年には、ロサンゼルスで行われた第12回MUSEXPOで、毎年シャザムから送られる 第三回 “International Music Industry Awards” を受賞した。2017年には、ブラウンはVariety magazine のヒットメーカーの問題、雑誌「Success」の感謝号の両方で表紙に登場した。
2018年、ブラウンは2017年度のフィランソロピーへの取り組みにより、Music Biz 2018 Harry Chapin Memorial Humanitarian Awardを受賞した。

## 慈善活動
ブラウンは、ブラウン・ファミリー基金などさまざまな慈善事業に関わっている。また、ブラウンと契約した多くのアーティストが、さまざまな慈善事業に参加している。ブラウンの一番下の弟、アダム・ブラウンが設立したPencils of Promiseに対する支援が最もよく知られている。アダムは、インドの子どもに願い事があるか聞いたときに「鉛筆がほしい」と答えた経験に感銘を受け、発展途上国に学校を建設するため、Pencils of Promise を創設することになった。ブラウンとビーバーは、この組織の支援に努め、この慈善活動により、アジア、アフリカ、南米で200校以上の学校を設立した。ビルボードによると、2017年時点で、スクーター・ブラウンとそのクライアントや企業は、他の基金に比べ、メイク・ア・ウィッシュの願い事を一番多く実現させたと報告されている。ブラウンは、Pencils of Promise、メイク・ア・ウィッシュ、および Fuck Cancerのフィランソロピー支援に対して、2016 Billboard Touring AwardsでHumanitarian Awardを受賞した。
2017年、ビルボードは、ブラウンがワン・ラブ・マンチェスターや、そのイベント開催後1ヶ月以内に開催された Hand in Hand:A Benefit for Hurricane Relief テレビマラソンを企画・制作した時に、音楽業界「第一対応者」と名付けた。2018年3月、ジョージ・クルーニー、ブラウンのチームは、 ワシントンD.C.で行われた March for Our Lives （銃規制の厳格化を促す学生主導のデモ）を企画した。Voxは、このデモ行進はベトナム戦争以降、ワシントンで最大であったと報告している。

## 私生活
2013年、ブラウンはカナダのヘルスアクティビスト、フィランソロピスト、Fuck Cancerの創設者である、エール・コーヘンと付き合いはじめた。2人は2016年7月6日、ブリティッシュコロンビア州のウィスラーで結婚し、2015年2月6日には第一子ジャガー・ジョセフ・ブラウンがロサンゼルスで誕生した。第二子、リーバイ・マグナス・ブラウンは2016年11月29日に誕生。CNBCによると、コーヘンはこれまでにUber、Lyft、Spotify、Dropbox、Grab、Casperなどのスタートアップ企業に投資してきたとされている。